# Dvigalka lopatice
Dvigalka lopatice (latinsko musculus levator scapulae) leži pod trapezasto mišico. Izvira s stranskih odrastkov prvega do četrtega vratnega vretenca, ter se pripenja na zgornji vogal lopatice.
Mišica skrbi za dviganje in primikanje lopatice proti sredini. 
Oživčuje jo živec dorsalis scapulae (C3 do C5).